# Gracja
Gracja – imię żeńskie pochodzenia łacińskiego. Wywodzi się od słowa gratia "wdzięk, powab". W mitologii rzymskiej Gracje były boginiami wdzięku i radości.
Gracja imieniny obchodzi 1 czerwca, 13 czerwca, 18 grudnia.
- Grace Kelly (1929-1982) – aktorka amerykańska, od 1956 księżna Monako, żona księcia Rainiera III, matka obecnego księcia Monako, Alberta II, zginęła tragicznie w wypadku samochodowym

Gracja jest również synonimem wdzięku, lekkości, piękna.